# Vallée de la Sûre moyenne de Esch/Sûre à Dirbach
Vallée de la Sûre moyenne de Esch/Sûre à Dirbach este o arie protejată (arie specială de conservare — SAC, sit de importanță comunitară — SCI) din Luxemburg întinsă pe o suprafață de 399,4 ha, integral pe uscat.

## Localizare
Centrul sitului Vallée de la Sûre moyenne de Esch/Sûre à Dirbach este situat la coordonatele 49°54′11″N 5°59′31″E / 49.9031°N 5.9919°E.

## Înființare
Situl Vallée de la Sûre moyenne de Esch/Sûre à Dirbach a fost declarat sit de importanță comunitară în decembrie 1998 pentru a proteja 1 specie de plante și 7 specii de animale. Situl a fost protejat și ca arie specială de conservare în noiembrie 2009.

## Biodiversitate
Situată în ecoregiunea continentală, aria protejată conține 9 habitate naturale: Cursuri de apă de la nivel de câmpie la nivel montan, cu vegetație Ranunculion fluitantis și Callitricho-Batrachion, Liziere de ierburi înalte hidrofile de câmpie și de nivel montan până la alpin, Fânețe de joasă altitudine (Alopecurus pratensis, Sanguisorba officinalis), Grohotișuri silicioase medio-europene, la altitudine înaltă, Pante stâncoase silicioase cu vegetație casmofită, Roci stâncoase cu vegetație pionieră de Sedo-Scleranthion sau Sedo albi-Veronicion dillenii, Păduri de fag Luzulo-Fagetum, Păduri de fag Asperulo-Fagetum, Păduri pe pante, grohotișuri și ravene de Tilio-Acerion.
La baza desemnării sitului se află mai multe specii protejate:
- plante (1): Trichomanes speciosum
- păsări (4): uliu porumbar (Accipiter gentilis), cocoșul de mesteacăn (Bonasa bonasia), ciocănitoare neagră (Dryocopus martius), gaia roșie (Milvus milvus)
- nevertebrate (1): fluturele-tigru (Callimorpha quadripunctaria)
- pești (2): zglăvoacă (Cottus gobio), cicar (Lampetra planeri)

Pe lângă speciile protejate, pe teritoriul sitului au mai fost identificate 1 specie de plante, 2 specii de mamifere, 1 specie de nevertebrate.